# 约瑟夫·赖特 (1864年)
约瑟夫·赖特（英語：Joseph Wright，1864年1月14日—1950年10月18日），加拿大男子赛艇运动员。他曾代表加拿大参加1904年和1908年夏季奥林匹克运动会赛艇比赛，获得一枚银牌和一枚铜牌。